# Quynh Anh

Quynh Anh, 2020

Quynh Anh (* 16. Januar 1987 in Belgien als Quynh Anh Pham; vietnamesisch: Phạm Quỳnh Anh) ist eine belgische Sängerin vietnamesischer Abstammung. Ihre bisherigen Lieder befassen sich mit der Schönheit Vietnams.

## Leben
Als Quynh Anh 13 Jahre alt war, meldete ihr Vater sie bei dem Gesangswettbewerb For Glory des belgischen Fernsehsenders RTBF an. Sie gewann den für Jugendliche organisierten Wettbewerb. Ihr neuer Managers stellte sie einem Produzenten vor, durch den sie den französischen Sänger Marc Lavoine kennenlernte. Es entstand das Lied J’espère, mit dem die beiden auf Tournee durch die Schweiz, Belgien und Frankreich gingen.
2002 unterzeichnete Quynh Anh einen Plattenvertrag mit der Tochtergesellschaft Rapas Centre von dem Unternehmen Universal. Mit Produzent Pierre-Alain Simon erarbeitete sie ihr erstes Album Bonjour Vietnam.
Internationalen Erfolg erreichte sie 2006 durch das von Lavoine geschriebene Lied Bonjour Vietnam, als es auch im Internet verbreitet wurde. Das Lied bewegte vor allem vietnamesische Migranten fern ihrer Heimat. Es wurde von dem Belgier Guy Balbaert ins Englische übersetzt und bekam den Titel Hello Vietnam. Die englische Version stellte Quynh Anh 2008 in der Show Paris By Night 92 vor.
Mit ihren Liedern tourte sie 2009 durch Europa, Nordamerika, Namibia und Vietnam.
2010 trat Quynh Anh bei der Show Paris by Night zum zweiten Mal auf und war im selben Jahr in Hamburg an der Show Vietnam by Night beteiligt.

## Singles
- 2005: J’espère
- 2006: Bonjour Vietnam
- 2008: Hello Vietnam
- 2010: I Say Gold

## Trivia
Ihr Song Hello Vietnam wird beim Boarding in den Flugzeugen der VietJet Air gespielt.